# Rhodostrophia sieversi
Rhodostrophia sieversi is een vlinder uit de familie spanners (Geometridae). De wetenschappelijke naam is voor het eerst geldig gepubliceerd in 1882 door Christoph.
De soort komt voor in Europa.